# Jeffrey Weeks (matemático)
Jeffrey Renwick Weeks (10 de dezembro de 1956) é um matemático estadunidense.
Weeks estudou no Dartmouth College (bacharelado em 1978) e obteve um doutorado em 1985 na Universidade de Princeton, orientado por William Thurston, com a tese Hyperbolic structures on 3 manifolds.

## Obras
- The shape of space- how to visualize surfaces and 3 dimensional manifolds. 1995, 2.ª Edição, Marcel Dekker 2002
- Is space finite ?. Scientific American, Abril 1999
- Measuring the shape of the universe. Notices AMS, Novembro 1998, pdf